# Seidol, Razgrad
Seidol (în bulgară Сейдол) este un sat în comuna Loznița, regiunea Razgrad,  Bulgaria. 

## Demografie
Componența etnică a satului Seidol
     Turci (1,89%)
     Bulgari (57,08%)
     Nicio identificare (36,48%)
     Altele (5,1%)
La recensământul din 2011, populația satului Seidol era de 529 locuitori. Din punct de vedere etnic, majoritatea locuitorilor (57,08%) erau bulgari, cu o minoritate de turci (1,89%). Pentru 36,48% din locuitori nu este cunoscută apartenența etnică.